# Martin Peruzzi
Martin Peruzzi, slovenski politik in posestnik, * 23. oktober 1835, Brezovica pri Ljubljani, † 7. julij 1900, Lipe.
Peruzzi je znan kot najditelj in pobudnik raziskovanja kolišč na Barju.

## Življenje in delo
Med letoma 1849 in 1857 je študiral na gimnaziji v Ljubljani. Kot posestnik se je začel zanimati za gospodarske potrebe Barja in o njih pisal v več publikacijah. Je ustanovitelj vasi Lipe na Ljubljanskem Barju, na katerem je postavil prvo enonadstropono zidano hišo.
Od leta 1866 je bil član posvetovalne komisije za pripravljalna dela za osuševanje Barja pri deželnem odboru. Pri kopanju jarka je leta 1875 našel stavbe na koleh in pozval Dragotina Dežmana, ki je začel sistematično izkopavanje.